# جوزف گارتی
جوزف گارتی (انگلیسی: Joseph Ghartey؛ زادهٔ ۲۷ ژوئن ۱۹۴۳) بازیکن فوتبال اهل غنا بود.
وی همچنین در تیم ملی فوتبال غنا بازی کرده‌است.